# Temporada 1984-85 de los Cleveland Cavaliers
La temporada 1984-85 fue la decimoquinta de los Cleveland Cavaliers en la NBA. La temporada regular acabó con 36 victorias y 46 derrotas, ocupando el octavo puesto de la conferencia Este, clasificándose para los playoffs, en los que perdieron en primera ronda ante los Boston Celtics.

## Elecciones en elDraft
| Ronda | Puesto | Jugador       | Posición | Nacionalidad   | Universidad    |
| ----- | ------ | ------------- | -------- | -------------- | -------------- |
| 1     | 12     | Tim McCormick | Pívot    | Estados Unidos | Michigan       |
| 2     | 27     | Ron Anderson  | Alero    | Estados Unidos | Fresno State   |
| 3     | 50     | Ben McDonald  | Pívot    | Estados Unidos | UC Irvine      |
| 6     | 119    | Matt Doherty  | Alero    | Estados Unidos | North Carolina |

## Temporada regular
| División Central      | División Central | División Central | División Central | División Central | División Central | División Central | División Central | División Central |
| Equipo                | G                | P                | %                | PD               | Casa             | Fuera            | Div              |                  |
| --------------------- | ---------------- | ---------------- | ---------------- | ---------------- | ---------------- | ---------------- | ---------------- | ---------------- |
| y-Milwaukee Bucks     | 59               | 23               | .720             | –                | 36–5             | 23–18            | 20–10            |                  |
| x-Detroit Pistons     | 46               | 36               | .561             | 13               | 26–15            | 20–21            | 21–8             |                  |
| x-Chicago Bulls       | 38               | 44               | .463             | 21               | 26–15            | 12–29            | 13–17            |                  |
| x-Cleveland Cavaliers | 36               | 46               | .439             | 23               | 20–21            | 16–25            | 13–16            |                  |
| Atlanta Hawks         | 34               | 48               | .415             | 25               | 19–22            | 15–26            | 15–15            |                  |
| Indiana Pacers        | 22               | 60               | .268             | 37               | 16–25            | 6–35             | 7–23             |                  |

## Playoffs

### Primera ronda
Boston Celtics vs. Cleveland Cavaliers 
| Fecha       | Partido                                     | Ciudad    |
| ----------- | ------------------------------------------- | --------- |
| 18 de abril | Boston Celtics 126, Cleveland Cavaliers 123 | Boston    |
| 20 de abril | Boston Celtics 108, Cleveland Cavaliers 106 | Boston    |
| 23 de abril | Cleveland Cavaliers 105, Boston Celtics 98  | Cleveland |
| 25 de abril | Cleveland Cavaliers 115, Boston Celtics 117 | Cleveland |
|             | Boston Celtics gana las series 3-1          |           |

## Estadísticas
| Rk | Jugador        | Edad | P  | PT | MP   | TC  | TCI  | %TC  | T3  | T3I | %T3  | TL  | TLI | %TL  | RO  | RD  | RT  | AS  | RB  | TAP | BP  | FP  | PTS  |
| -- | -------------- | ---- | -- | -- | ---- | --- | ---- | ---- | --- | --- | ---- | --- | --- | ---- | --- | --- | --- | --- | --- | --- | --- | --- | ---- |
| 1  | World B. Free  | 31   | 71 | 50 | 31.7 | 8.6 | 18.7 | .459 | 1.0 | 2.7 | .368 | 4.3 | 5.8 | .749 | 0.9 | 2.1 | 3.0 | 4.5 | 1.1 | 0.2 | 2.0 | 2.3 | 22.5 |
| 2  | Roy Hinson     | 23   | 76 | 75 | 30.8 | 6.1 | 12.2 | .503 | 0.0 | 0.0 | .000 | 3.6 | 4.9 | .721 | 2.4 | 5.4 | 7.8 | 0.9 | 0.7 | 2.3 | 2.3 | 4.1 | 15.8 |
| 3  | John Bagley    | 24   | 81 | 65 | 29.6 | 4.2 | 8.6  | .488 | 0.0 | 0.3 | .115 | 1.5 | 2.1 | .749 | 0.7 | 2.9 | 3.6 | 8.6 | 1.6 | 0.1 | 2.6 | 1.6 | 9.9  |
| 4  | Phil Hubbard   | 28   | 76 | 55 | 29.6 | 5.5 | 10.8 | .505 | 0.0 | 0.1 | .000 | 4.9 | 6.5 | .751 | 2.8 | 3.5 | 6.3 | 1.5 | 1.1 | 0.1 | 2.3 | 3.4 | 15.8 |
| 5  | Johnny Davis   | 29   | 76 | 30 | 25.3 | 4.4 | 10.4 | .426 | 0.2 | 0.6 | .261 | 3.4 | 3.9 | .850 | 0.5 | 1.1 | 1.6 | 5.6 | 0.6 | 0.1 | 2.0 | 1.8 | 12.4 |
| 6  | Melvin Turpin  | 24   | 79 | 45 | 24.7 | 4.6 | 9.0  | .511 | 0.0 | 0.0 |      | 1.4 | 1.8 | .784 | 2.0 | 3.8 | 5.7 | 0.5 | 0.5 | 1.1 | 1.5 | 2.7 | 10.6 |
| 7  | Jeff Cook      | 28   | 18 | 3  | 24.4 | 2.6 | 5.8  | .438 | 0.0 | 0.1 | .000 | 0.9 | 1.5 | .630 | 2.3 | 3.5 | 5.8 | 1.3 | 0.3 | 0.5 | 0.9 | 2.9 | 6.1  |
| 8  | Lonnie Shelton | 29   | 57 | 14 | 21.8 | 2.8 | 6.4  | .435 | 0.0 | 0.1 | .000 | 0.9 | 1.4 | .662 | 1.4 | 3.2 | 4.7 | 1.7 | 0.8 | 0.3 | 1.3 | 3.3 | 6.4  |
| 9  | Paul Thompson  | 23   | 33 | 27 | 21.7 | 4.5 | 10.7 | .418 | 0.2 | 0.7 | .261 | 1.4 | 1.6 | .849 | 1.1 | 2.4 | 3.5 | 1.8 | 1.2 | 0.6 | 1.3 | 2.3 | 10.5 |
| 10 | Ben Poquette   | 29   | 79 | 6  | 21.0 | 2.7 | 5.8  | .460 | 0.0 | 0.2 | .176 | 1.4 | 1.7 | .796 | 1.9 | 4.1 | 6.0 | 1.0 | 0.6 | 0.7 | 0.9 | 2.8 | 6.7  |
| 11 | Edgar Jones    | 28   | 26 | 4  | 17.2 | 3.3 | 7.1  | .467 | 0.0 | 0.1 | .000 | 1.6 | 2.3 | .683 | 1.3 | 2.9 | 4.2 | 0.4 | 0.4 | 0.4 | 1.3 | 2.7 | 8.2  |
| 12 | Michael Wilson | 25   | 11 | 0  | 15.9 | 2.5 | 4.9  | .500 | 0.0 | 0.0 |      | 2.1 | 2.7 | .767 | 0.9 | 0.7 | 1.6 | 2.2 | 0.9 | 0.3 | 1.4 | 1.3 | 7.0  |
| 13 | Ron Anderson   | 26   | 36 | 7  | 14.4 | 2.3 | 5.4  | .431 | 0.0 | 0.1 | .500 | 1.1 | 1.4 | .820 | 1.1 | 1.4 | 2.4 | 0.9 | 0.3 | 0.2 | 0.9 | 1.1 | 5.8  |
| 14 | Mark West      | 24   | 65 | 25 | 13.6 | 1.6 | 3.0  | .549 | 0.0 | 0.0 | .000 | 0.6 | 1.3 | .482 | 1.4 | 2.5 | 3.8 | 0.2 | 0.2 | 0.7 | 0.9 | 3.0 | 3.9  |
| 15 | Geoff Huston   | 27   | 8  | 0  | 11.6 | 1.5 | 3.1  | .480 | 0.0 | 0.0 |      | 0.3 | 0.4 | .667 | 0.0 | 0.1 | 0.1 | 2.9 | 0.0 | 0.0 | 1.0 | 1.0 | 3.3  |
| 16 | Kevin Williams | 23   | 46 | 4  | 9.0  | 1.3 | 2.9  | .433 | 0.0 | 0.1 | .000 | 1.0 | 1.4 | .734 | 0.4 | 1.0 | 1.4 | 1.3 | 0.5 | 0.1 | 1.1 | 1.9 | 3.5  |
| 17 | Campy Russell  | 33   | 3  | 0  | 8.0  | 0.7 | 2.3  | .286 | 0.0 | 0.3 | .000 | 0.7 | 1.0 | .667 | 0.0 | 1.7 | 1.7 | 1.0 | 0.0 | 0.0 | 1.7 | 1.0 | 2.0  |
| 18 | Robert Smith   | 29   | 7  | 0  | 6.9  | 0.6 | 2.4  | .235 | 0.0 | 0.6 | .000 | 1.1 | 1.4 | .800 | 0.0 | 0.6 | 0.6 | 1.0 | 0.3 | 0.0 | 0.4 | 0.9 | 2.3  |
| 19 | Butch Graves   | 23   | 4  | 0  | 2.8  | 0.5 | 1.5  | .333 | 0.0 | 0.3 | .000 | 0.3 | 1.3 | .200 | 0.0 | 0.5 | 0.5 | 0.3 | 0.3 | 0.0 | 0.3 | 1.0 | 1.3  |